# Safsaf
Safsaf (arab. صفصاف) – nieistniejąca już arabska wieś, która była położona w Dystrykcie Safedu w Mandacie Palestyny. Wieś została wyludniona i zniszczona podczas I wojny izraelsko-arabskiej, po ataku Sił Obronnych Izraela w dniu 29 października 1948 roku.

## Położenie
Safsaf leżała w Górnej Galilei u podnóża masywu górskiego Meron, w odległości 7 kilometrów na północny zachód od miasta Safed. Według danych z 1945 roku do wsi należały ziemie o powierzchni 739,1 ha. We wsi mieszkało wówczas 910 osób.
| własność gruntów | powierzchnia gruntów (hektary) |
| ---------------- | ------------------------------ |
| Arabowie         | 534,4                          |
| Żydzi            | 0                              |
| publiczne        | 204,7                          |
| Razem            | 739,1                          |

| Rodzaj użytkowanych gruntów | hektary |
| --------------------------- | ------- |
| uprawy oliwek               | 48,8    |
| uprawy nawadniane           | 76,9    |
| uprawy zbóż                 | 258,6   |
| nieużytki                   | 397,4   |
| zabudowane                  | 6,2     |

## Historia
W okresie panowania rzymskiego wieś nazywała się Safsofa. Arabski geograf Jakut Ibn Abdallah al-Hamawi opisał wieś jako as-Safsaf. W 1596 roku Safsafa była dużą wsią ze 138 mieszkańcami, którzy utrzymywali się z upraw pszenicy, jęczmienia, owoców, oliwek, oraz hodowli kóz i miodu. W okresie panowania Brytyjczyków Safsafa była dużą wsią. We wsi znajdował się meczet, oraz szkoła podstawowa dla chłopców.
Podczas wojny domowej w Mandacie Palestyny w 1948 roku w rejonie wioski Safsaf stacjonowały siły Arabskiej Armii Wyzwoleńczej. Podczas I wojny izraelsko-arabskiej w październiku 1948 roku Izraelczycy przeprowadzili operację „Hiram”. W dniu 29 października Safsafa została zajęta przez izraelskich żołnierzy. Doszło wówczas do masakry ludności cywilnej, w której rozstrzelano 52-64 mieszkańców ze związanymi z tyłu rękami. Pochowano ich w zbiorowej mogile. Zgwałcono także co najmniej 3 kobiety. Po wojnie izraelska prokuratura wojskowa przeprowadziła w sprawie masakry dwa śledztwa, ale ich raporty nie były jednoznaczne. Następnie wieś została cała wysiedlona, a większość domów wyburzono.

## Miejsce obecnie
Na terenie wioski Safsaf powstał w 1949 roku moszaw Kefar Choszen, a w 1989 roku wieś komunalna Or ha-Ganuz. Palestyński historyk Walid Chalidi, tak opisał pozostałości wioski Safsafa: „Teren jest porośnięty trawą i pojedynczymi drzewami, wśród których można dostrzec kilka tarasów i stosy kamieni po zburzonych domach. Kilka domów jest zamieszkanych przez Izraelczyków”.